# Journal of Genocide Research
Journal of Genocide Research (дословно — «Журнал исследований геноцида») — ежеквартальный рецензируемый академический журнал, посвящённый исследованиям геноцида.

## История
Журнал был создан в 1999 году, и первые шесть лет не проходил рецензирование. С декабря 2005 года является официальным журналом Международной сети исследователей геноцида. Предыдущими редакторами были Генри Р. Хуттенбах, Доминик Дж. Шаллер и Юрген Циммерер. По состоянию на 2025 год журнал выпускается издательством Routledge, главным редактором является Энтони Дирк Мозес (Городской колледж Нью-Йорка).

## Критика
Социолог Израэль Чарни опубликовал статью под названием «Минимизация Холокоста, антиизраильские темы и антисемитизм: предвзятость в Journal of Genocide Research». Его обвинения были отвергнуты авторами журнала Journal of Genocide Research.